# Milla per hora

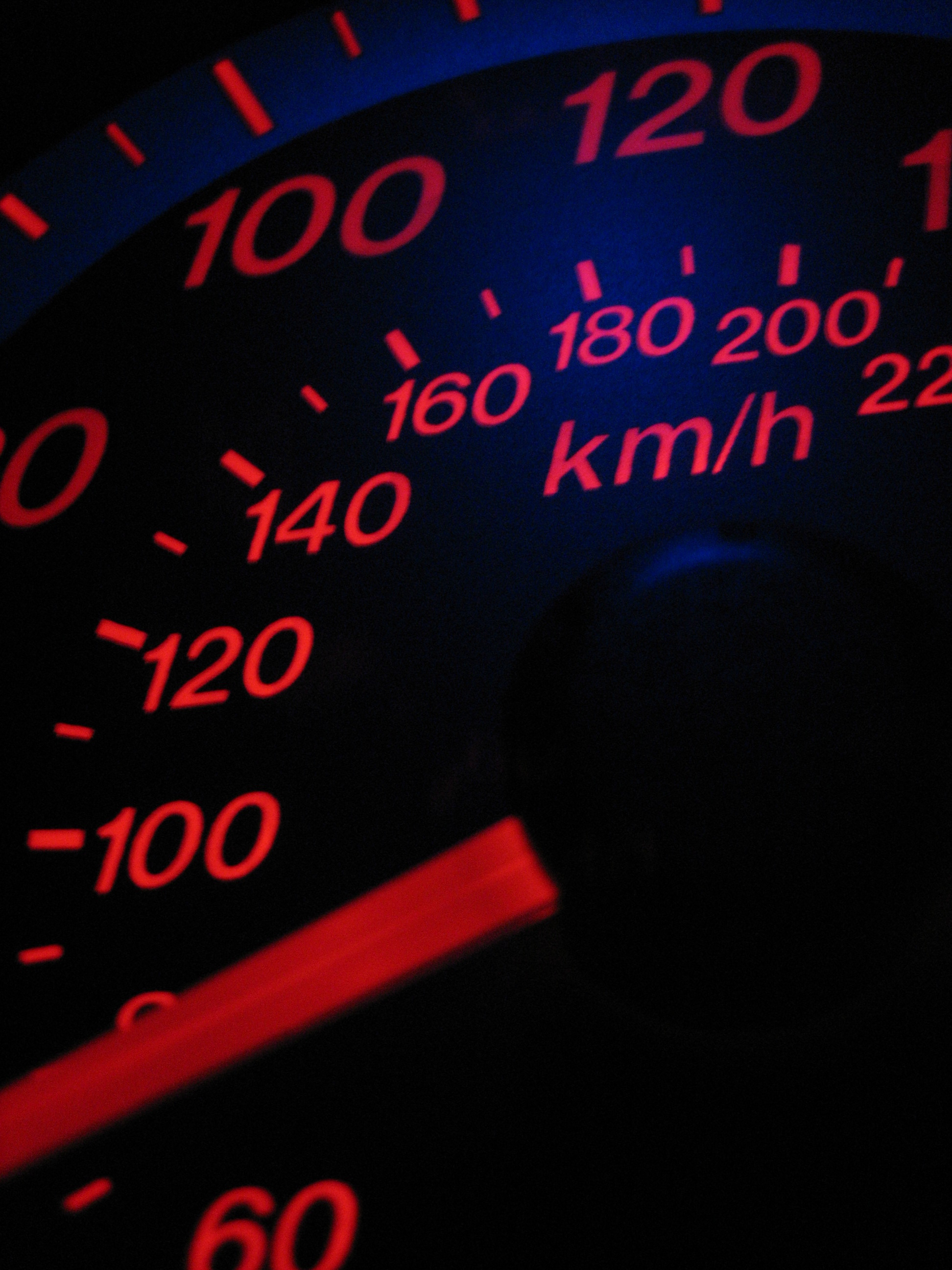
Velocímetre amb els indicadors de mph (milles per hora) i de km/h (quilòmetres per hora).

La milla per hora (l'abreviatura de la qual és mph) és una unitat de velocitat del sistema imperial i expressa el nombre de milles terrestres que recorreria un objecte al cap d'una hora sempre que la velocitat es mantingués constant durant aquest període. Generalment s'abrevia als Estats Units, el Regne Unit i altres parts del món com a mph o MPH, per bé que en determinades publicacions tècniques hom pot trobar-la referenciada com a mi/h.
La mph no és una unitat del Sistema Internacional (SI), ja que ni la milla ni l'hora ho són. Per això, quan parlem de velocitat, és molt comú també l'ús del metre per segon, que és la unitat reconeguda pel SI.
Tot i l'ús freqüent que se'n fa, cal dir que a Europa, Austràlia o Amèrica del Sud s'utilitza molt més, quan parlem de velocitat, una altra unitat: el quilòmetre per hora.

## Ús
Les milles per hora és la unitat que s'utilitza als sistemes ferroviaris dels Estats Units, el Canadà i Irlanda. Les milles per hora també s'utilitzen als sistemes ferroviaris britànics, excepte els tramvies, alguns sistemes de metro lleuger, el túnel de la Manxa i l'alta velocitat 1.
Les aplicacions nàutiques i aeronàutiques afavoreixen el nus com a unitat comuna de velocitat. (Un nus és una milla nàutica per hora, amb una milla nàutica sent exactament 1.852 metres o uns 6.076 peus).

## Equivalències
1 mph equival a:
- 0.44704 m/s.
- 1.609344 km/h.
- 0.868976 nusos.

Convé recordar que les tres equivalències anteriors estan fetes respecte de la milla terrestre. En cas de voler conèixer les equivalències respecte de la milla nàutica haurem de saber que en la nàutica i l'aeronàutica s'utilitza com a unitat de mesura de la velocitat el nus o nuc que equival, exactament, a una milla nàutica per hora. Així, doncs, 1 mph (nàutica) equival a:
- 1 nus
- 0,51444 m/s
- 1,852 km/h
- 1,15 mph (terrestre)